# جنسون (یوتا)
جنسون (به انگلیسی: Jensen) یک منطقهٔ مسکونی در ایالات متحده آمریکا است که در شهرستان یینتا، یوتا واقع شده‌است. جنسون ۴۱۲ نفر جمعیت دارد و ۱٬۴۵۰٫۸۷ متر بالاتر از سطح دریا واقع شده‌است.